# Prefácio (canto)
No canto gregoriano, o prefácio é uma peça do ordinário.
O prefácio é cantado pelo celebrante, tornando-se uma peça bastante simples. No entanto, ela é colocada no momento mais solene da celebração, e recebe assim um tratamento muito mais ornamentado do que outras partes do celebrante.
É relatado que Mozart teria dito Eu daria toda a minha obra pela glória de ter composto o prefácio: não é, certamente, em referência à tecnicidade da peça musical, mas à perfeita combinação entre a sua função litúrgica e sua forma, e talvez também à sua prestigiosa posição na liturgia.